# 1430년

## 연호
- 명(明) 선덕(宣德) 5년
- 일본(日本) 에이쿄(永享) 2년
- 후 레 왕조(後黎朝) 투언티엔(順天) 3년

## 기년
- 명(明) 선종 선덕제(宣宗 宣德帝) 5년
- 조선(朝鮮) 세종(世宗) 12년
- 후 레 왕조(後黎朝) 태조(太祖) 3년

## 사건
- 3월 29일 - 오스만 제국의 무라트 2세가 동로마 제국의 도시 테살로니키를 점령하다.